# PSOLA
PSOLA (Pitch Synchronous Overlap and Add) còn được gọi là kỹ thuật chồng đồng bộ cao độ tần số cơ bản. Nó thực hiện việc biến đổi trường độ và cao độ âm thanh hay là quá trình thay đổi cao độ tần số âm cơ bản F0 và độ dài tiếng nói ở miền thời gian trực tiếp trên dạng sóng tiếng nói.
Kỹ thuật này được sử dụng trong tổng hợp giọng nói.
Kỹ thuật PSOLA được diễn ra qua ba bước là:
- Phân tích tín hiệu gốc thành các chuỗi âm ngắn theo các cửa sổ đồng bộ với các điểm đánh dấu pitch (còn gọi là epoch).
- Biến đổi các âm phân tích được ở trên thành các âm ngắn mới theo các biến đổi độ dài và tần số âm cơ bản.
- Tổng hợp lại các âm ngắn này theo phương pháp cộng chồng, đồng bộ lại tín hiệu.